# Кулажинский сельский совет (Гребёнковский район)
Кулажинский сельский совет (укр. Кулажинська сільська рада) — входит в состав
Гребёнковского района
Полтавской области
Украины.
Административный центр сельского совета находится в 
с. Кулажинцы.

## Населённые пункты совета
- с. Кулажинцы